# Moorhusen
Moorhusen es un municipio situado en el distrito de Steinburg, en el estado federado de Schleswig-Holstein (Alemania). Tiene una población estimada, a fines de marzo de 2024, de 71 habitantes.
Está integrado a la mancomunidad de municipios (en alemán, amt) de Itzehoe-Land.